# Проничев, Владимир Егорович
Влади́мир Его́рович Про́ничев (род. 1 марта 1953, Мелитополь, Запорожская область, Украинская ССР, СССР) — деятель российских спецслужб, первый заместитель директора ФСБ и руководитель пограничной службы в 2003—2013 годах, генерал армии с 2005 года. Герой Российской Федерации (2002). Руководил департаментами ФСБ по борьбе с терроризмом (1998—1999), по защите конституционного строя и борьбе с терроризмом (1999—2003).

## Биография
Владимир Проничев родился в городе Мелитополе Запорожской области Украинской ССР. В 1968 году вступил в комсомол, позже — в КПСС. В 1974 году окончил Алма-Атинское высшее пограничное командное училище КГБ, затем служил в пограничных войсках Закавказского, Восточного и Северо-Западного пограничных округов. В 1981 году окончил Военную академию имени М. В. Фрунзе. В 1986—1989 годах принимал участие в Афганской войне.
С сентября 1993 года — заместитель командующего Северо-Западным пограничным округом, начальник оперативной группы (Петрозаводск). с марта 1994 года — заместитель командующего войсками пограничного округа — начальник оперативно-войскового отдела (с местом дислокации в Петрозаводске) Северо-Западного пограничного округа
В 1994 году Проничев стал начальником Управления ФСК (с 1995 года — ФСБ) России по Республике Карелия, сменив на этом посту Николая Патрушева. С 1996 года работал в центральном аппарате ФСБ. В 1998 году был назначен заместителем директора ФСБ, начальником Департамента по борьбе с терроризмом. В 1999 году возглавил Департамент по защите конституционного строя и борьбе с терроризмом, стал первым заместителем директора ФСБ.
При массовом захвате чеченскими террористами заложников в театральном центре на Дубровке 23-26 октября 2002 года в Москве Проничев был включён в оперативный штаб по освобождению заложников и являлся одним из его руководителей. В ходе проведения силовой части операции уничтожены все террористы, не допущен подрыв многочисленных взрывных устройств в зале и «поясов шахидов» на их телах. В то же время оперативный штаб не сумел предотвратить значительные человеческие жертвы. Усыпляющий газ оказал чрезмерно сильное воздействие на истощённых физически и морально людей, не была налажена оперативная эвакуация пострадавших в больницы, врачам не сообщались данные об усыпляющем газе и антидоте, вследствие чего они не могли оказывать необходимую в данной ситуации медицинскую помощь, места в больницах для заложников подготовлены не были. Однако «закрытым» указом Президента РФ В.Путина, генерал-полковнику Проничеву в 2003 году (по другим данным в декабре 2002 года) присвоено звание Герой Российской Федерации, что вызвало негативную реакцию в обществе.
1 июля 2003 года Проничев стал руководителем Пограничной службы ФСБ, 9 мая 2005 года — генералом армии. Член Морской коллегии при правительстве с октября 2003 года, Совета безопасности с 2004 года. Председатель Совета командующих пограничными войсками стран — участников СНГ с сентября 2003. Председатель Спортивного общества «Динамо».
В марте 2013 года Проничев был освобожден от должности директора Пограничной службы ФСБ России и уволен с военной службы по достижении предельного возраста. В сентябре 2015 года он стал членом совета директоров футбольного клуба «Динамо» (Москва), а с мая по ноябрь 2016 года был председателем совета.

## Семья
- Дочь Екатерина (род. 1977). Окончила юридический факультет и факультет искусств МГУ. Работала первым заместителем главы Департамента культуры Москвы, руководителем Департамент культурного наследия Министерства культуры и генеральным директором ВДНХ (2015—2018), председатель Комитета по туризму города Москвы с 2018 года[6][7]. С июля 2022 года — директор Владимиро-Суздальского музея-заповедника[8].
- Дочь Елена (род. 1983) — окончила МГИМО, исполнительный директор Еврейского музея и Центра толерантности (2013—2020), директор Политехнического музея (2020—2023), генеральный директор Третьяковской галереи с 2023 года[9][10].

## Звания
- генерал-майор (30 марта 1994 года)[11]
- генерал-лейтенант
- генерал-полковник
- генерал армии (9 мая 2005 года)

## Награды и почётные звания
- Герой Российской Федерации (2002)
- Орден «За заслуги перед Отечеством» II степени
- Орден «За заслуги перед Отечеством» III степени
- Орден «За заслуги перед Отечеством» IV степени
- Орден Красного Знамени
- Орден Красной Звезды
- Орден «За службу Родине в Вооружённых Силах СССР» III степени
- «Заслуженный сотрудник органов безопасности Российской Федерации» (2000)
- Медаль «За отличие в охране государственной границы СССР»
- Почётный гражданин Республики Карелия (2006 год)[12]
- Командор ордена Гримальди (17 ноября 2006 года, Монако)[13]
- Орден «Алгыс» («Благодарность») (6 марта 2013 года, Казахстанский митрополичий округ)[14]
- Почётная грамота Правительства Кыргызской Республики (22 марта 2013 года) — за особый вклад в развитие сотрудничества между пограничными службами Кыргызской Республики и Российской Федерации, а также укрепление пограничной безопасности Кыргызской Республики[15]
- Имеет 24 медали СССР и Российской Федерации среди которых ведомственные и государственные медали и ордена а также награды иностранных государств